# Мерц, Уильям (спортсмен)
Уильям Г. Мерц (англ. William G. Merz; 25 апреля 1878, Red Bud, Иллинойс — 17 марта 1946, Overland, Миссури) — американский гимнаст и легкоатлет, пятикратный призёр летних Олимпийских игр 1904.
На Играх 1904 года в Сент-Луисе в гимнастике Мерц соревновался сразу в девяти дисциплинах. Он выиграл серебряную медаль в упражнениях на кольцах и три бронзовые награды в первенстве на 7 снарядах, опорном прыжке и в соревновании на коне. Также он занял десятое место в личном первенстве, 24-е в первенстве на 9 снарядах, четвёртое в командном первенстве, упражнениях на брусьях и на перекладине.
В лёгкой атлетике Мерц соревновался только в троеборье, в котором он занял третье место, выиграв ещё одну бронзовую медаль.